# Periglacial
Periglacial är en term för att beskriva landformerna och processerna som förekommer utanför och omkring regionerna med glaciäris. Termen periglacial introducerades 1909 av en polsk forskare, Walery von Lozinski.
Periglaciala regioner är utkanterna av ett glaciärområde. Ett periglacialt landskap karaktäriseras av dess permafrost, permanent frusen jord, samt att där finns is och snö nästan hela året. På senare år har permafrostregionen dragit sig mer mot polerna. Två teorier finns om vad detta kan bero på nämligen dels att jorden fortfarande håller på att hämta sig efter den senaste istiden dels att den globala uppvärmningen gör det varmare på de högre breddgraderna.